# Simon Sechter

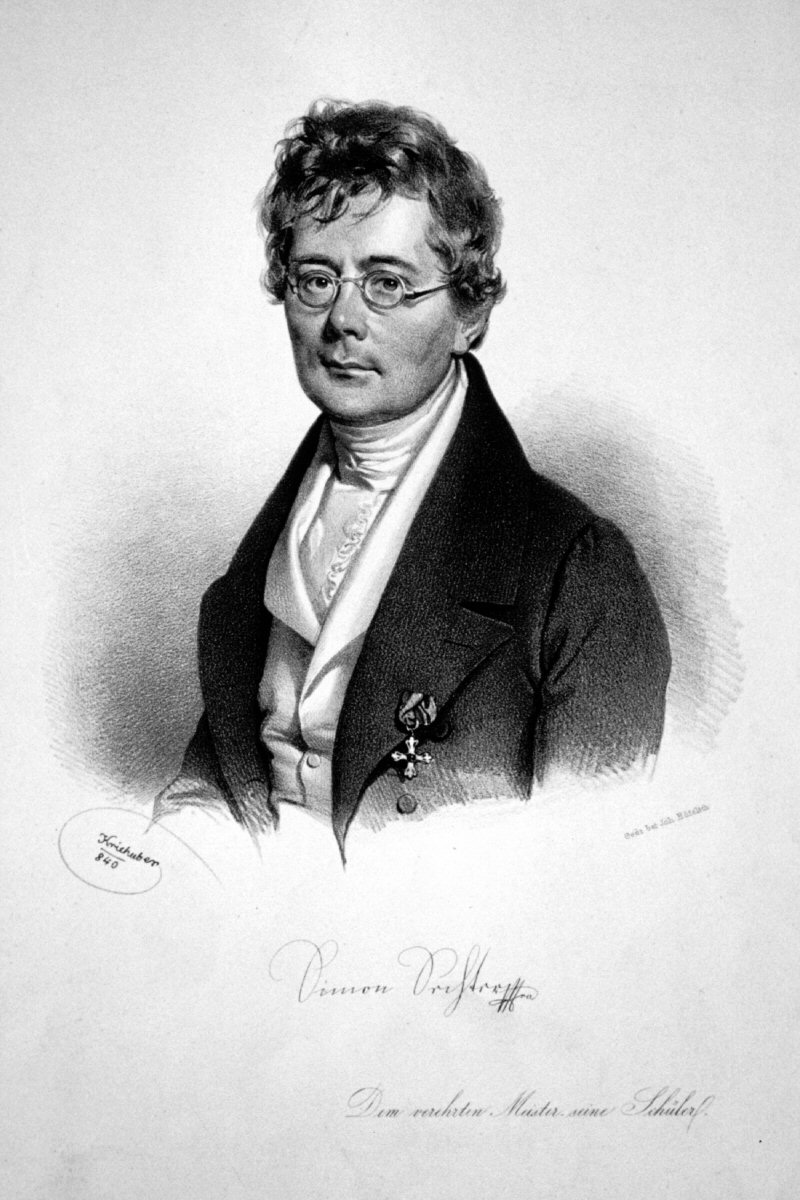
Simon Sechter. Litografia di Josef Kriehuber, 1840

Simon Sechter (Frymburk, 11 ottobre 1788 – Vienna, 10 settembre 1867) è stato un organista, compositore e direttore d'orchestra austriaco, noto anche come teorico e didatta.

## Biografia
Sechter nacque in Boemia, allora parte dell'Impero austriaco, e si trasferì a Vienna nel 1804, succedendo a Jan Václav Voříšek come organista di Corte nel 1824. Nel 1810 iniziò ad insegnare pianoforte e canto all'Accademia degli studenti ciechi. Nel 1828 Franz Schubert prese delle lezioni di contrappunto da lui. Nel 1851 Sechter venne nominato professore di composizione all'Universität für Musik und darstellende Kunst Wien. Negli ultimi anni della sua vita, a seguito della sua grande generosità, finì col ridursi in miseria e morì nella più assoluta indigenza. Il suo posto venne preso da Anton Bruckner, uno dei suoi allievi, che basò il suo insegnamento sui metodi del suo maestro.
Altri allievi di Sechter, divenuti poi famosi, comprendono il compositore Henri Vieuxtemps, il direttore d'orchestra Franz Lachner, l'insegnante Eduard Marxsen (che ebbe come allievo Johannes Brahms a cui diede lezioni di pianoforte e contrappunto), i compositori Johann Nepomuk Fuchs, Gustav Nottebohm, Christian Louis Heinrich Köhler, Carl Umlauf, il direttore Kéler Béla ed i pianisti e compositori Sigismond Thalberg e Adolf von Henselt, solo per citare i più famosi.
Sechter aveva dei metodi di insegnamento molto restrittivi. Ad esempio, vietò a Bruckner di comporre musica mentre studiava contrappunto con lui. Lo studioso Robert Simpson credeva che "Sechter provocò inconsapevolmente l'originalità di Bruckner, insistendo per la sua soppressione per il livello che non poteva essere contenuto." Sechter continuò ad insegnare a Bruckner, in forma epistolare, dal 1855 al 1861 e lo considerò il suo pupillo. Dopo che Bruckner si fu diplomato, Sechter scrisse una fuga dedicata ad lui.
Nel trattato, in tre volumi, sui principi della composizione, Die Grundsätze der musikalischen Komposition, Sechter scrisse delle teorie che influenzarono teorici musicali delle seguenti generazioni. Una delle teorie di Sechter derivava dalle teorie di Jean-Philippe Rameau, sul basso fondamentale, sempre diatonico anche se esteriormente altamente cromatico. Gli storici della musica associano fortemente Sechter alla concezione viennese della teoria del basso fondamentale. Sechter fu un sostenitore inflessibile dell'intonazione naturale.
Carl C. Müller scrisse un adattamento dell'opera di Sechter Die richtige Folge der Grundharmonien denominato The Correct Order of Fundamental Harmonies: A Treatise on Fundamental Basses, and their Inversions and Substitutes (Wm. A. Pond, 1871; G. Schirmer, 1898).
Sechter fu anche un compositore, e in questo ambito è noto per aver scritto circa 5.000 fughe (provò a comporre una fuga al giorno), ma scrisse anche messe e oratori. Scrisse anche opere quali Das Testament des Magiers (1842), Ezzeline, die unglückliche Gegangene aus Deli-Katesse (1843), Ali Hitsch-Hatsch (1844), Melusine (1851) e Des Müllers Ring (?).  Egli può essere considerato il più prolifico dei compositori, avendo superato in numero di composizioni Georg Philipp Telemann.